# アシポチヤマガメ
アシポチヤマガメ（Rhinoclemmys punctularia）は、爬虫綱カメ目イシガメ科アメリカヤマガメ属に分類されるカメ。アメリカヤマガメ属の模式種。

## 分布
R. p. punctularia ギアナアシポチヤマガメ
ガイアナ、スリナム、トリニダード・トバゴ、ブラジル北部、フランス（仏領ギアナ）、ベネズエラ東部
模式標本の産地（模式産地）は仏領ギアナ。
R. p. flammigera オリノコアシポチヤマガメ
ベネズエラ南部のオリノコ川とベントゥアリ川との合流点。

## 形態
最大甲長24.8センチメートル。オスよりもメスの方が大型になり、オスは甲長20センチメートル未満。背甲の色彩は黒や暗褐色で、斑紋が入らない。左右の肛甲板の間にはごく浅い切れ込みが入る。腹甲の色彩は黒や暗褐色で、外縁や甲板の継ぎ目（シーム）は淡黄色や淡黄褐色。
頭部はやや小型。吻端はやや突出し、上顎の先端は浅く凹む。虹彩は緑や暗黄色、褐色。頭部の色彩は黒や暗褐色で、頭部には黄色や橙色、赤の斑点や筋模様が入る。吻端と目の間に明色の斑紋が入り、吻端から口角にかけて筋模様が入る個体が多い。下顎や喉の色彩は淡黄色で、下顎には暗色の斑点が入るが喉には斑紋が入らない。指趾の間には水掻きが発達する。頸部や四肢の色彩は暗灰色や暗褐色で、側頭部から頸部にかけて黄色い数本の筋模様と斑点が破線状に入る。四肢には黄色や橙色の斑点が入る。種小名punctulariaは「斑点のある」の意で四肢の斑点に由来し、和名アシポチや英名spot-leggedも四肢の斑点に由来する。
卵は長径5.9-7.4センチメートル、短径3.4-4センチメートル。孵化直後の幼体は甲長5.8センチメートル。幼体は肋甲板に黄褐色の筋模様が入る個体もいるが、成長に伴い消失する。
オスは背甲がややドーム状に盛り上がる。幼体やメスは背甲がやや高いドーム状に盛り上がる。
R. p. punctularia ギアナアシポチヤマガメ
頭頂部側面から側頭部にかけて黄色や赤の筋模様が入る。
R. p. flammigera オリノコアシポチヤマガメ
頭頂部に赤や橙色の斑点が円環状に入る。亜種小名flammigeraは「炎のような」の意で、頭部全体の斑紋の形状に由来する。

## 分類
カンムリヤマガメやクロムネヤマガメを亜種とする説もあったが、分布が重複しないこと、色彩や斑紋に差異があること、中間型の個体がいないこと、分子系統学的解析などからこの2種は独立種とする説が有力である。核DNAとミトコンドリアDNAの分子系統学的解析から、アメリカヤマガメ属内ではカンムリヤマガメ、クロムネヤマガメ、ハナトガリヤマガメ、ハラスジヤマガメ、ミゾヤマガメと単系統群を形成すると推定されている。
頭部の斑紋が繋がり馬蹄状になる個体が亜種R. p. lunataとして記載されたことがあるが、基亜種のシノニムとされる。
- Rhinoclemmys punctularia punctularia (Daudin, 1802)ギアナアシポチヤマガメ Eastern spot-legged wood turtle
- Rhinoclemmys punctularia flammigera Paolillo, 1985 オリノコアシポチヤマガメ Upper Orinoco spot-legged wood turtle

## 生態
森林、氾濫原、干拓地や農耕地、市街地内の河川、湖沼、湿原、水たまり、運河や水路などの様々な環境に生息する。半水棲。日光浴を好むが、夜間に陸上で採食を行うこともある。
食性は雑食で、木の葉、果実、水生植物、昆虫などを食べた例がある。
繁殖形態は卵生。地面の窪みや木の根元、落ち葉に、1回に1-2個の卵を数回に分けて産む。産卵時には穴を掘らずに、卵を直接産んでそのままにするか薄く落ち葉をかける。

## 人間との関係
生息地では食用や薬用にされたり、民芸品の材料とされることもある。
ペットとして飼育されることもあり、日本にも輸入されている。1960年代から輸入されているが、流通量は減少している。主にガイアナやスリナムから、野生個体が流通する。